# Cnaeus Fulvius Maximus Centumalus
Cnaeus Fulvius Maximus Centumalus est un homme politique romain du début du IIIe siècle av. J.-C.

## Biographie
On l'identifie au légat Cnaeus Fulvius, qui commande en 301 av. J.-C. un détachement dans la guerre contre les Étrusques menée par le dictateur Marcus Valerius Corvus. Il se distingue en déjouant une embuscade tendue par des Étrusques déguisés en bergers avec leur troupeau et en soutenant leur assaut jusqu'à l'intervention des troupes du dictateur.
En 298 av. J.-C., il est consul avec Lucius Cornelius Scipio Barbatus lorsque débute la troisième guerre samnite. Les consuls se répartissent les théâtres d'opération, et Fulvius reçoit le commandement de l'armée intervenant sur le territoire des Samnites. Il les bat du côté de Bovianum et prend d'assaut Aufidena. Pour ces victoires, il se voit accorder les honneurs d'un triomphe, célébré l'année suivante,.
En 263 av. J.-C., il est nommé dictateur le temps de réaliser une cérémonie expiatoire à Rome. Après avoir selon l'usage désigné un maître de cavalerie, qui est Quintus Marcius Philippus, sa seule action est l'exécution du rituel magique consistant à planter un clou.